# Leonariso
Leonariso (gr. Λεονάρισσο, tur. Ziyamet) – miasto na Cyprze, w dystrykcie Famagusta, de facto pod kontrolą  Cypru Północnego, na półwyspie Karpas. Jego populacja wynosi 12000.